# American Friends Service Committee
L'American Friends Service Committee (AFSC) est une organisation dépendant de la branche américaine de la Société religieuse des Amis dont les membres sont connus sous le nom de « quakers ».
Fondée en 1917, elle a pour objectifs selon les valeurs des quakers la promotion de la paix, des droits de l'homme et l'abolition de la peine de mort. Après l'obtention du suffrage féminin en 1920, des suffragettes telles que Lucy Gwynne Branham militent pour promouvoir les valeurs de l'AFSC.
Elle a obtenu en 1947, avec le British Friends Service Council (aujourd'hui Quaker Peace and Social Witness, également lié aux quakers), le prix Nobel de la paix pour ses actions envers les civils victimes de la Seconde Guerre mondiale.